# Agustín Español Viñas
Agustín Español Viñas (Barcelona 1929) era un pintor català.
Graduat a l'Escola Lliure Provincial d'Arts i Oficis i a l'Escola de Belles Arts de Barcelona, les seves primeres obres són de 1945. En un principi interessat per la pintura, i entre la figuració i l'abstracció, acaba derivant en obres molt influenciades per Paul Klee. Cap a la dècada de 1950, va desenvolupar una intensa activitat com a crític. A més, també va esdevenir un representant de l'art d'avantguarda, col·laborant en mitjans de comunicació com Radio España o la revista Imágenes.
L'any 1955 va exposar per primer cop a les Galerías Argos de Barcelona i un any després ja estava exposant a Nova York.
Un parell d'anys més tard, es va incorporar al moviment informal dins de la posició espacialista, tot i que també investigà aspectes relatius a la matèria, juntament amb Albert Ràfols Casamada, Carles Planell i Viñals, Joaquim Llucià i Francisco Valbuena. Entre l'any 1958 i els anys seixanta, va experimentar amb formes vaporoses moviments fluctuants. L'any 1961 exhibeix obra en una exposició individual a la Galeria Stadler de París. Progressivament, i tancant la seva etapa més informalista, a les seves obres s'apropa al misticisme de Rothko. Actualment té obres exposades al Museu d'Art Contemporani de Barcelona i al Museo de Arte Contemporáneo de Madrid.